# John Mearsheimer
John Mearsheimer (n. 14 decembrie 1947, New York City, New York, SUA) este un profesor de științe politice la Universitatea din Chicago. El se concentrează în principal pe probleme legate de securitate⁠(d), descurajare⁠(d) și teorii ale relațiilor internaționale⁠(d). Este recunoscut ca fiind un membru al școlii neorealiste în relațiile internaționale.

## Biografie
John Mearsheimer s-a născut în decembrie 1947 în Brooklyn, New York City. La vârsta de opt ani, el s-a mutat cu familia sa în Croton-on-Hudson⁠(d), o suburbie din Westchester County. La 17 ani, Mearsheimer s-a înrolat în armata SUA.
După un an ca membru înrolat, a obținut o numire la Academia Militară West Point, pe care a frecventat-o între 1966 și 1970. După absolvire, a lucrat pentru cinci ani ca ofițer în Forțele Aeriene ale SUA. În 1974, în timp ce era în Forțele Aeriene, Mearsheimer a obținut un master în relații internaționale de la Universitatea din California de Sud. A intrat la Cornell University și în 1980 a obținut un doctorat în teoria guvernării, mai precis în relații internaționale. Între 1978 și 1979, a fost cercetător la Institutul Brookings⁠(d) din Washington, DC. Între 1980 și 1982, a fost cercetător postdoctoral la Centrul de Afaceri Internaționale⁠(d) al Universității Harvard. În timpul anului universitar 1998-1999, a fost Fellow Whitney H. Shepardson la Consiliul pentru Relații Externe din New York.

## Carieră
John Mearsheimer este profesor de științe politice la Universitatea din Chicago . Se concentrează în principal pe problemele de securitate, descurajare și teoriile relațiilor internaționale. Este considerat un membru al școlii neorealiste în relațiile internaționale . A publicat mai multe cărți și articole, iar lucrările sale sunt larg citite și discutate în rândul studenților din secolul 21. A câștigat mai multe premii pentru predare și a fost ales în Academia Americană de Arte și Științe în 2003. A primit premiul James Madison al Asociației Americane de Științe Politice în 2020 pentru contribuțiile sale remarcabile în domeniu.

## Contribuții

### Descurajare
În cartea sa Conventional Deterrence din 1983, Mearsheimer argumentează că eficacitatea descurajării depinde de strategia adoptată de inamic (războiul de uzură, strategia obiectivelor limitate sau Blitzkrieg). El afirmă că numai dacă inamicul ar folosi o strategie de Blitzkrieg eficientă, atunci descurajarea ar fi ineficientă. În celelalte două cazuri, pierderile sunt prea mari raportate la câștigurile posibile, ceea ce face ca efectul de descurajare să fie eficient.

### Realism ofensivși problemele de hegemonie teritoriale
Mearsheimer este un teoretician recunoscut  pentruu contribuiția la dezvoltarea mișcării "realismului ofensiv" în studiul acestei discipline. Contribuția sa la studiul relațiilor internaționale se referă la introducerea conceptului de "realism ofensiv", care se concentrează pe competiția de securitate dintre state ca fiind determinată de sistemul internațional anarhic și dorința constantă a statelor de a-și mări puterea pentru a obține o poziție hegemonică. El a dezvoltat aceste idei în lucrarea sa "The Tragedy of Great Power Politics" și a făcut previziuni privind schimbările din sistemul internațional după căderea Zidului Berlinului, cum ar fi destrămarea NATO. Mearsheimer este, de asemenea, un susținător al controlului împotriva Chinei și susține că proliferarea nucleară are un efect descurajant.  Mearsheimer a pus în discuție teoriile lui Michael Doyle despre imposibilitatea războiului între democrațiile liberale și a prevăzut dificultățile care ar urma eliminării lui Saddam Hussein în 2003. Este de asemenea un puternic susținător al controlului împotriva Chinei și susține că Statele Unite ar trebui să facă totul pentru a provoca prăbușirea economiei chineze. În ceea ce privește proliferarea nucleară, el este de acord cu teoria lui Kenneth Waltz că aceasta menține un efect descurajant.

### Lobby-ul pro-Israel și politica externă americană
Această lucrare, publicată în 2007 în Statele Unite și tradusă și în română, susține teza că politica externă a Statelor Unite în Orientul Mijlociu din ultimele decenii a avut ca principal scop susținerea statului Israel, chiar dacă această susținere nu a fost în interesul pe termen lung al Statelor Unite sau al Israelului. Autorii argumentează că aceasta se datorează influenței puternice a lobby-ului pro-Israel AIPAC, care influențează deciziile Congresului și Administrației, mai degrabă decât intereselor strategice sau imperativelor morale. Cartea analizează și implicațiile acestei susțineri pentru problemele palestiniene și conflictele cu Irakul, Siria, Iranul și Libanul. Lucrarea a atras controverse și acuzații de antisemitism din partea AIPAC și a presei americane.

## Controverse
Mearsheimer  este cunoscut pentru poziția sa controversată privind războiul din Ucraina . El susține că extinderea NATO a fost un factor cheie care a dus la conflictul din Ucraina și că Rusia ar fi răspuns în mod inevitabil la aceasta.
În România, opiniile și lucrările lui au fost apreciate de profesori precum Andrei Marga  sau Vasile Secăreș.